# Автомат заряжания

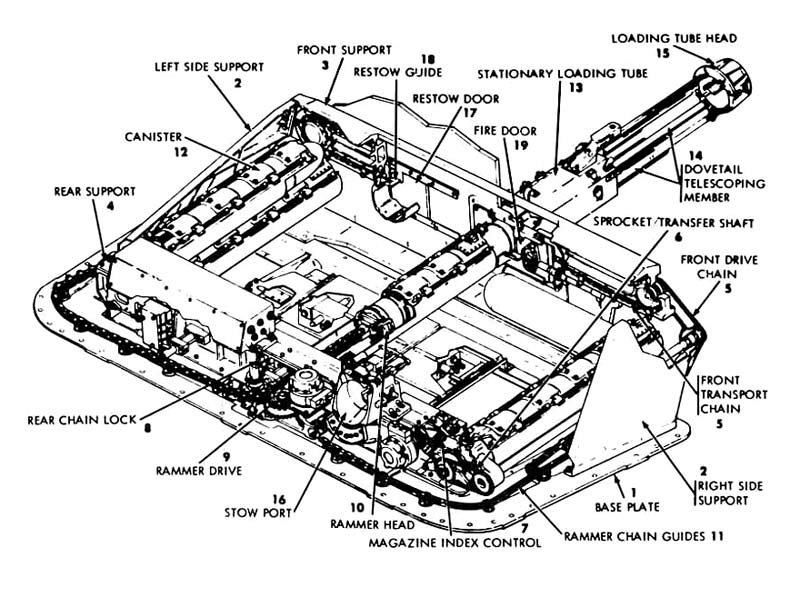
Конвейерный автомат заряжания экспериментального американского танка MBT-70

Автомат заряжания — механизм артиллерийских орудий среднего и крупного калибров, производящий перезаряжание, удаление стреляных гильз, а также загрузку и разгрузку боеприпасов.
Устанавливается обычно в боевых машинах, в том числе танках, БМП, БМД, САУ. Также применяется в артиллерийских установках на кораблях и в крепостных и зенитных орудиях. Использование автомата заряжания облегчает работу расчёта орудия и позволяет сократить численность экипажа; часто также приводит к увеличению скорострельности.

## Танковый автомат заряжания

### Устройство
В состав автомата заряжания обычно входят:

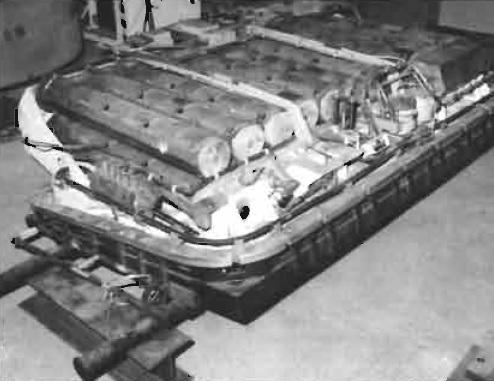
Конвейерная боеукладка от MBT-70

- боеукладка для механизированной подачи боеприпасов к досылателю;
- досылатель;
- система удаления стреляных гильз;
- система управления.

В качестве боеукладки используются три механизма:

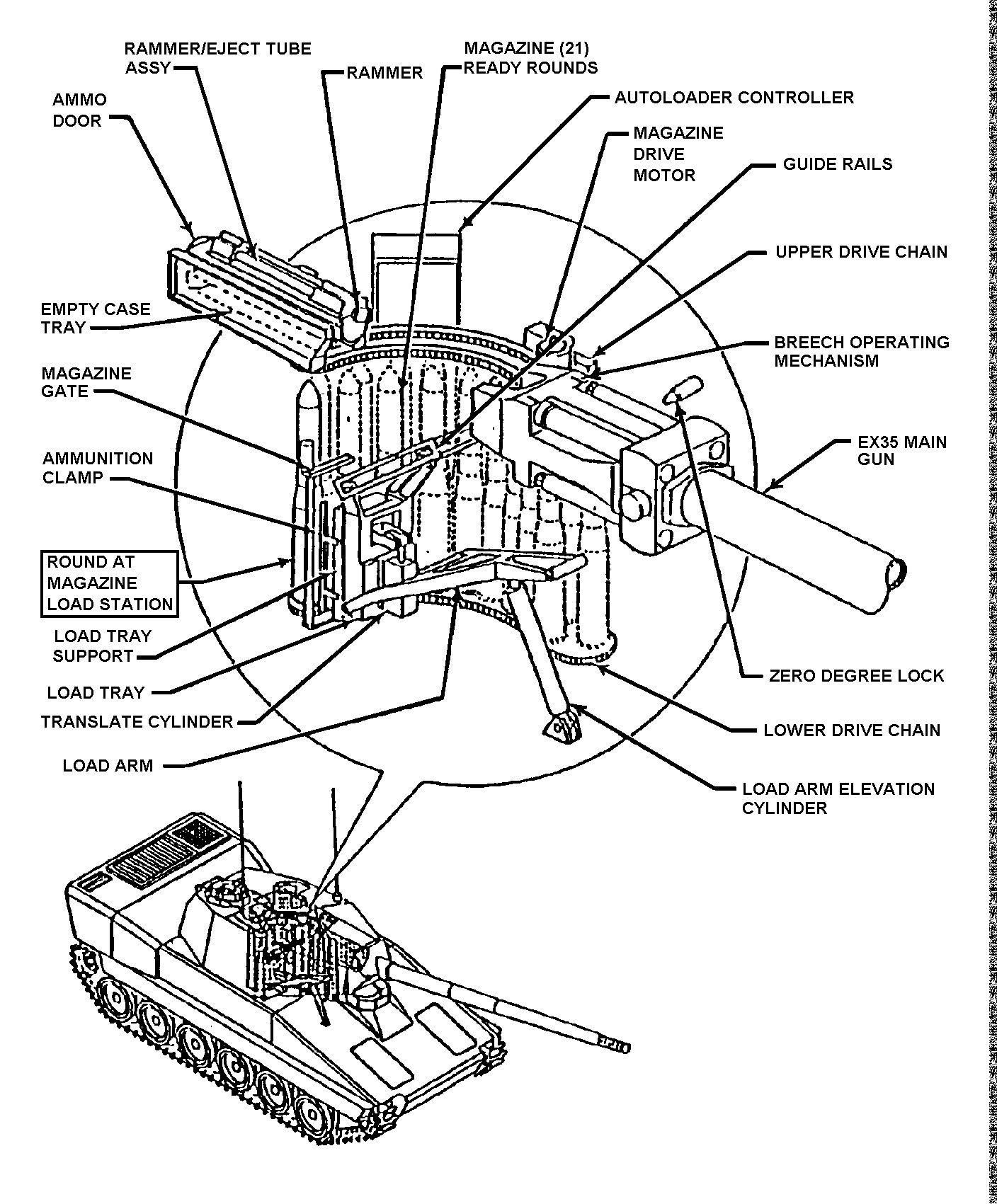
Карусельный автомат (M8 AGS)

- карусель, установленная на полу башни танка. Применяется в большинстве советских и российских танков, экспериментальном американском M1 TTB, не пошедшем в серию американском M8[3];
- ленточный конвейер, расположенный поперёк главной оси башни. Применяется в большинстве несоветских/нероссийских автоматов заряжания;
- барабан наподобие револьверного. Применялся в экспериментальном американском FASTDRAW и лёгких танках.

### История
Первые автоматы заряжания были применены на шведском опытном танке Strv m/42DT (1941 г.) и японском прототипе Чи-Ри. На них был применён барабан. Но в механизированной боеукладки размещалась сравнительно малая часть боекомплекта из-за чего заряжающий был необходим.
В серийных танках впервые автоматизация заряжания была применена во французском AMX-13, производившемся в 1950-е годы, а затем — в австрийском Steyr SK 105, выпускавшемся с 1971 года. Однако, автоматы заряжания на этих танках были барабанного типа и состояли из двух барабанов, содержавших лишь по 6 выстрелов каждый, перезарядка барабанов требовала выхода из боя. Кроме того, специфика «качающейся башни», применённой на этих танках, резко упрощала конструкцию автомата (так как орудие оставалось неподвижным по отношению к автомату).

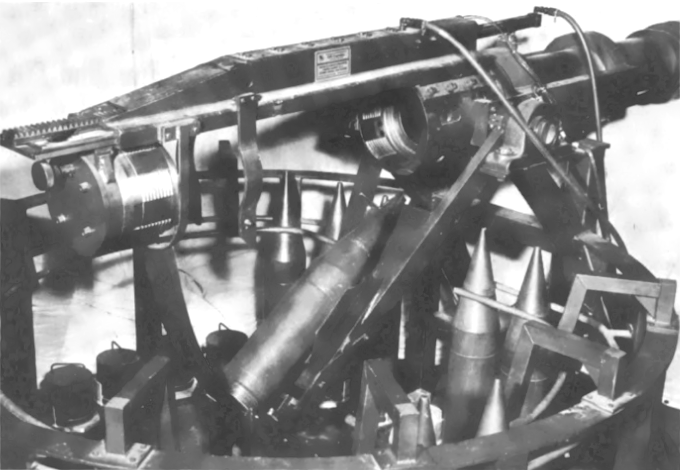
Автомат заряжания AAI

Опытный прототип полностью автоматического танкового автомата заряжания был разработан Рок-Айлендским арсеналом и изготовлен корпорацией AAI Corp. в 1969 году. Он обеспечивал до восьми выстрелов в минуту и позволял производить заряжание одновременно с наводкой пушки в обеих плоскостях; был сопряжён с системой стабилизации пушки.
Исследователи считают, что полноценные танковые автоматы заряжания впервые были внедрены советскими конструкторами в 1972 году (Т-64), другие страны вскоре после этого использовали автоматы заряжания в своих серийных танках (например, французский Леклерк, японский Тип 90) или экспериментальных образцах (американский MBT-70).

### Принцип действия

Работа автомата заряжания в М8

Карусельный автомат заряжания с унитарным патроном работает в пять шагов:
1. карусель вращается для выбора выстрела;
2. открывается заслонка доступа к боеукладке, поддон подводится к гильзе, патрон захватывается;
3. поддон поднимается к казённой части ствола, досылатель перемещается в рабочее положение, открываются захваты поддона, досылатель проталкивает выстрел в ствол, затвор закрывается;
4. механизм досылателя поднимается, освобождая место для отката орудия, поддон опускается, закрывается заслонка доступа к боеукладке, производится выстрел;
5. выдвигается поддон для пустой гильзы, открывается дверь для выброса гильзы, открывается затвор, гильза извлекается и выбрасывается, поддон для пустой гильзы убирается и закрывается дверь для выброса гильзы.

### Скорострельность
Танковый автомат заряжания (для пушки калибра около 120 мм) обеспечивает скорострельность от 8 до 10-12 выстрелов в минуту, с перспективой достижения 15-16 выстрелов в минуту.
Сравнительная скорострельность при использовании танкиста-заряжающего и автомата заряжания является предметом споров, так как практическая скорострельность зависит от условий стрельбы:
- При длительном огне преимущество автомата несомненно (4 выстрела в минуту у «Абрамс» против 8 у Т-72[6]).
- Однако с тренированным заряжающим танк сможет сделать первые три выстрела за 15 секунд, в то время как автомат позволит сделать за то же время лишь два выстрела[6].
- Возможности заряжающего и с ними практическая скорострельность сильно ухудшаются при стрельбе в движении, так, в танке «Абрамс» темп стрельбы в этих условиях ограничен исключительно заряжающим[2].

### Сокращение экипажа
Экипаж типичного основного танка без автомата заряжания состоит из четырёх человек: командир, водитель, наводчик и заряжающий. Любое сокращение экипажа облегчает задачу конструкторов, позволяя уменьшить вес и габариты танка, а также стоимость его эксплуатации. Легче всего автоматизируются основные функции заряжающего, хотя при этом и возрастает нагрузка на других членов экипажа (так как обязанности заряжающего не сводятся исключительно к собственно заряжанию орудия).
Решение о переходе на экипаж из трёх человек в СССР было принято в 1958 году. По состоянию на начало XXI века позиции американских и российских конструкторов продолжали различаться, российские танкостроители предпочитали автомат заряжания и связанный с ним меньший вес танка, а американские — больший экипаж с его преимуществами более высокой начальной скорострельности и меньшей нагрузки на каждого танкиста.
Существенное уменьшение веса привлекало внимание конструкторов американских лёгких танков (так, на десантном М8 автомат заряжания с боекомплектом из 21 снаряда занимал столько же места, сколько заряжающий с лишь 9 снарядами и с учётом брони, необходимой для защиты дополнительного объёма весил на 750 килограммов меньше).

### Связь с калибром орудия
В бронетехнике считается, что вес унитарного патрона калибра около 120 мм находится на пределе возможностей человека-заряжающего; для перспективного калибра 140 мм с весом унитарного патрона около 46 кг применение автомата заряжания или переход на раздельное заряжание станут неизбежными.

## Морские автоматы заряжания
Одни из первых автоматов заряжания начали использоваться в орудийных установках главного калибра дредноутов, так как проводить операции с тяжелыми снарядами (весом свыше 300 кг) и зарядами, а также производить открывание/закрывание огромных затворов человеку было уже не под силу. Некоторые из этих систем были полностью автоматическими, некоторые требовали вмешательства людей — то есть, строго говоря, автоматами заряжания они не являлись.
Русский морской генеральный штаб в годы проектирования линейных кораблей с 16-дюймовой артиллерией рассчитывал на создание совершенных систем заряжания для корабельных орудий. В 1914 году был спроектирован фактически автомат заряжания, позволявший без каких-либо больших нагрузок довести скорострельность 406-мм орудий до 4 выстрелов в минуту, если понадобилось бы — то и до больших значений, в то время как в годы Первой Мировой войны скорострельность орудийных 16-дюймовых установок с более простыми автоматами заряжания не превышала 2 выстрелов в минуту, в годы Второй Мировой и после неё на американских линкорах типа «Айова» удалось добиться скорострельности в 2,5-3 выстрела в минуту.
Однако в СССР, несомненно, зная о проекте 1914 года, для корабельных систем не предполагали получить для 16-дюймовок скорострельность свыше 3 выстрелов в минуту, считая её вполне достаточной.
Зато шло проектирование скорострельных систем меньшего калибра, имевших для своего времени достаточно большую скорострельность, и бывших универсальными — то есть предназначенными для стрельбы как по надводным целям, так и по самолётам противника. В том числе:
- БЛ-109 и БЛ-110 — 2×130 мм, скорострельность одного ствола 15 в/м, общая — 30 в/м;
- БЛ-127 — 4×100 мм, скорострельность одного ствола 16-18 в/м, общая — 64-72 в/м;
- БЛ-132 — 4×130 мм, скорострельность одного ствола 15-17 в/м, общая — 60-68 в/м;
- БЛ-115 — 2×152 мм, скорострельность одного ствола 12-17 в/м, общая — 24-34 в/м;
- БЛ-118 — 3×152 мм, скорострельность одного ствола 12-17 в/м, общая — 36-51 в/м;
- СМ-48 — 2×180 мм, скорострельность одного ствола 9-10 в/м, общая — 18-20 в/м.

В настоящий момент на вооружении стоят различные артиллерийские системы универсального типа, имеющие большую скорострельность, калибром до 130 мм включительно. Разработан комплекс на базе башни и системы заряжания САУ Коалиция-СВ в двухорудийном варианте, по некоторым данным, именуется Коалиция-Ф и имеет те же баллистические характеристики и скорострельность, что и наземная установка.